# Munktjärnen, Dalarna
Munktjärnen är en sjö som ligger i kommunerna Mora och Älvdalen i Dalarna och den ingår i Ljusnans huvudavrinningsområde. Sjön ligger 713 m ö.h. och den östra halvan befinner sig i naturreservatet Norra Mora vildmark. Enligt den topografiska kartan avvattnas Munktjärnen av Gräsbäcken via en myr. Vattnet fortsätter därefter genom Välingan, Olingan, Sexan, Härjån och Ljusnan innan det når havet.